# Saint-Nazaire-de-Pézan
Saint-Nazaire-de-Pézan é uma comuna francesa na região administrativa de Occitânia, no departamento de Hérault. Estende-se por uma área de 5,66 km². Em 2010 a comuna tinha 628 habitantes (densidade: 111 hab./km²).